# みんなの県庁!
『みんなの県庁!』（みんなのけんちょう）は、2014年4月5日から青森テレビで放送されている青森県の広報番組である。放送時間は毎月第1土曜18:55 - 19:00 （日本標準時）だったが、2021年3月現在は毎週土曜16:55 - 17:00の放送となっている。

## 概要
青森県庁の業務をテレビで公開している番組。毎週放送ではなく、月に1回のペースで放送されていたが、2021年3月現在は毎週放送となっている。
偶数月の回では、青森県知事の三村申吾が県の取り組みについてレポートする「申吾が行く!」が放送される。奇数月の回では青森県庁の職員が出演し、県の事業内容について紹介する。リポーターとナレーターは、青森テレビのアナウンサーたちが務めている。